# 诺伊许滕
诺伊许滕是德国莱茵兰-普法尔茨州的一个市镇。总面积10.50平方公里，总人口779人，其中男性377人，女性402人（2011年12月31日），人口密度74人/平方公里。